# Planet Radio
Planet Radio (Eigenschreibweise ohne Majuskel; von August 2006 bis August 2013 planet more music radio) ist ein hessischer Musiksender der privaten Radio/Tele FFH-Senderkette mit Sitz in Bad Vilbel.

## Geschichte
Die Jugendwelle ging am 21. April 1997 unter dem Namen Planet Radio erstmals auf Sendung. Erst im August 2006 wurde der Zusatz „more music“ eingeschoben. Bis Sommer 2001 sendete Planet Radio (ebenso wie der Schwestersender FFH) aus einem Funkhaus in Frankfurt-Rödelheim. Aus dem neuen Sendezentrum in Bad Vilbel senden Hit Radio FFH, Planet Radio und 80er-Radio Harmony. Seit dem 26. August 2013 wird der Zusatz „more music“ nicht mehr on air kommuniziert, hingegen wird generell nur von planet gesprochen. Mit der Einführung des neuen Logos am 13. Januar 2014 wurde der Zusatz komplett gestrichen. Der zu diesem Zeitpunkt eingeführte Claim „i heart music. i heart planet.“ wurde am 19. Januar 2015 durch „entdecke neue musik“ ersetzt. Dieser Claim wurde 2018 durch „my music, my life“ ersetzt. Mittlerweile ist der Claim wieder „entdecke neue musik“.

## Programminhalte
Zum Sendestart gerieten Werbeslogans, wie „Deine Eltern werden kotzen“ in die Kritik. Die provokanten Werbebotschaften erbrachten jedoch die gewünschte öffentliche Wahrnehmung des Senders. Bekannte Moderatoren in den Anfangsjahren waren Rob Green, Corinna Riti, Minou Mai (heute harmony.fm) und Lars-Christian Karde (heute MDR Jump). In den ersten Monaten warb der Jugendsender mit einer Maximum Music Garantie, bei deren Nichterfüllung ein Pfund Musik-CDs verlost wurden. Die Nachrichten zeigten sich in den ersten Sendemonaten durch eine vergleichsweise unkonventionelle Darstellung aus. Die kurzen News waren monothematisch und wurden durch „interessierte“ Zwischenfragen des Moderators gegliedert.
Nach einigen Monaten wurde die wochentägliche Chartshow Hottest in das Programm aufgenommen. Die Sendung widmete sich den Charts aus den USA, Großbritannien, Deutschland und eigens erstellten Charts, die sich aus den Wunschliedern der Hörer ergaben.
Das House-Format house club hottest wurde nach über sechs Jahren im Juni 2006 eingestellt und durch nightwax ersetzt. Nightwax veröffentlichte bislang acht Mix-Sampler. Das Format bildet zusammen mit der vierstündigen Deep-House- und Chill-Out-Sendung bis Sonntagmorgen eine Clubmusic-Strecke.
Seit dem 30. August 2021 gibt es die Morningshow „Wake Up Club mit Sarah und Johan“. Sarah löst somit Leni ab, die nach ihrer Elternzeit bei Planet Radio zu einer anderen Tageszeit moderieren wird.
Station-Voice des Senders ist Isaak Dentler, der am 17. August 2018 Simone Reuthal ablöste.

## Moderatoren
- Sarah Hautsch
- Deniz Gencler
- Yella Köhler
- Patrick Groß
- Nina Kronewald
- Medi Baris
- Jonas Neureither
- Mark Hartmann
- Gabriel Maniscalco
- Nik Breiden
- Max Franke
- Belli
- Mark Schepp aka „der Schepp“
- Domi Bundt
- Marvin "der unglaubliche" Konrad

## Sendeschema
| Uhrzeit                                  | montags bis freitags                          | Besonderheit / Claim                                                                                          |
| ---------------------------------------- | --------------------------------------------- | --- |
| 05:50 – 09:50 Uhr                        | wake up club mit Sarah Hautsch & Patrick Groß | Morningshow                                                                                                   |
| 09:50 – 13:50 Uhr                        | vor- bis nachmittag mit Deniz Gencler         | „deniz spielt dir 30 minuten musik nonstop ohne werbung“ „entdecke neue musik und die besten flashback-songs“ |
| 13:50 – 17:50 Uhr                        | nachmittag mit Yella Köhler                   | „mach dein leben yella“                                                                                       |
| 17:50 – 21:50 Uhr freitags bis 20:50 Uhr | abend mit Marvin Konrad oder Jonas Neureither | donnerstags: „support your local music“                                                                       |

| Uhrzeit           | samstags                     |
| ----------------- | ---------------------------- |
| 09:50 – 13:50 Uhr | samstag vormittag mit Marvin |
| 13:50 – 17:50 Uhr | Nachmittag mit Belen         |
| ab 20:50 Uhr      | the club                     |

| Uhrzeit           | sonntags                         |
| ----------------- | -------------------------------- |
| 10:50 – 14:50 Uhr | sonntag vormittag mit Domi Bundt |
| 14:50 – 17:50 Uhr | yeder bei yella mit Yella Köhler |
| ab 21:50 Uhr      | early morning breaks             |

## Reichweite
Laut der aktuellen Media-Analyse 2020/I hören durchschnittlich 78.000 Menschen pro Stunde das Programm von Planet Radio. Der öffentlich-rechtliche Konkurrent You FM kommt auf 86.000 Hörer pro Stunde.
Bei Hörern pro Tag liegt Planet Radio mit durchschnittlich 988.000 Hörern vorne. You FM erreicht hier durchschnittlich 680.000 Hörer.

## Empfang
Das Programm kann in Hessen und in den angrenzenden Gebieten über UKW und Kabel, sowie (bis zum 15. Dezember 2022) europaweit über DVB-S empfangen werden. Außerdem kann der Sender auch über das Internet via Livestream gehört werden.
Seit 2012 ist Planet Radio auch über DAB+ im Rhein-Main-Gebiet zu empfangen. Seit September 2008 werden rund um die Uhr zusätzlich Audiostreams der Sendungen nightwax, black beats, the club (bis Oktober 2011 dj beats), oldschool (seit 2016) und seit 2014 Planet Radio iTunes Hot 40 auf der Homepage des Senders angeboten.
Über das Radio Data System verbreitet der Sender lediglich den Sendernamen. Über den Radiotext werden zusätzlich auch noch Claim und Links zu den sozialen Netzwerken, auf denen Planet Radio präsent ist, sowie auch Titel und Interpreten zu den gerade gespielten Songs übertragen. Über DAB+ werden auch Titel und Interpret als DLS+ übertragen.